# USK Prague
L'USK Prague est un club de basket-ball tchèque, évoluant dans la ville de Prague et possédant l'un des plus beaux palmarès du pays. L'équipe évolue en Mattoni NBL soit le plus haut niveau du championnat tchèque.
La section féminine appartient également à l'élite.

## Noms successifs
Le club a porté différents noms au cours de l'histoire :
- Slavia Praha ITVS
- Slavia VŠ Praha
- VŠ Praha
- USK Praha
- USK Trident Praha
- USK ERPET Praha
- USK Praha
- USK BLEX KV Praha
- USK Blex Praha

## Palmarès
- Finaliste de la Coupe d'Europe des clubs champions : 1966
- Vainqueur de la Coupe des Coupes : 1969
- Finaliste de la Coupe des Coupes : 1968
- Champion de République tchèque : 1993, 2000, 2001
- Champion de Tchécoslovaquie : 1965, 1966, 1969, 1970, 1971, 1972, 1974, 1981, 1982, 1991, 1992

## Entraîneurs successifs
- 1954-1957 :  Ladislav Trpkoš
- 1964-1966 :  Jaroslav Šíp
- 1966-1968 :  Jiří Baumruk
- 1968-1969 :  Nikolaj Ordnung
- 1969-1971 :  Jaroslav Šíp
- 1972-1979 :  Jaroslav Šíp
- 1980-1985 :  Jaroslav Šíp
- 2007-2014 :  Ken Scalabroni
- 2014-2017 :  Mirsad Alilovič
- 2017-2018 :  Chris Chougaz
- 2018- :  Dino Repeša

## Joueurs célèbres ou marquants
- Petr Treml
- Vojtěch Hruban
- Tomáš Satoranský